# Неофит Византийски
Неофит (на гръцки: Νεόφυτος Βυζάντιος, Неофитос Византиос) е гръцки духовник, търновски митрополит от 26 април 1840 г. до 1846 година и от 29 август 1848 г. до март 1857 година, солунски митрополит от 1858 до 1874 година.

## Биография
Роден е около началото на XIX век в цариградския квартал Саматия. Служи като дякон при патриарх Константин I Константинополски, а след това заема различни длъжности в Патриаршияка като последната е велик протосингел. От 1831 година е ректор на семинарията в Патмос заедно с Хараламбос Тесалоникевс. Близък е до патриарх Антим IV Константинополски.

### Търновски митрополит
На 28 април 1840 година е избран за търновски митрополит противно на волята на търновското българско гражданство, което иска да наложи за владика Неофит Бозвели. Изпратената в Цариград търновска делегация е подкупена и за митрополит е избран Неофит Византийски, а Бозвели е назначен за негов викарий. Неофит пристига в Търново през август 1840 година и поема поход срещу възраждането на българщината. Неофит не изпълнява обещанието си да назначи в подчинените на митрополията му епископии българи владици, тъкмо обратно - започва да преследва изявените из епархиите български духовници, които биха могли да бъдат евентуални кандидати. Неофит успява да накара османските власти да арестуват Бозвели на 8 април 1841 година и той е изпратен в Света гора. Игуменът на Лясковския манастир Максим Райкович, видна фигура в антигръцката борба, за да избегне заточението в 1844 година е принуден да емигрира в чужбина. Неофит се опитва да заточи и Андрей Робовски, но свищовци успяват да го спасят. Неофит изхвърля българския език от богослужението. Когато разбира, че сакеларий поп Иван Недялков от църквата „Свето Преображение Господне“ в Свищов изхвърлил гръцкия и служил на български, митрополит Неофит заповядва да го арестуват и докарат в Търново. Българските първенци обаче пишат заплашително писмо на владиката и той се принуждава да отстъпи. Неофит затваря Петко Славейков в един кокошарник, заради една негова сатира, в която го осмива:
| „ | А йощ се повече прослави Наше Велико Търново Със Неофита мъдрия, Мъдрия и лукавия... | “ |

В 1843 година Славейков е прогонен от Търново и преследван от Неофит и секретаря му Костаки, не успява да се задържи дълго в нито едно селище на Търновска епархия.
През първите четири години на управлението му срещу него няма открити действия от страна на българските общини. През 1844 – 1845 година Бозвели и Иларион Макариополски настояват първенците от различни селища на епархията да протестират пред Високата порта срещу владиката и обкръжението му. Владишката партия изпраща в столицата двама души с изложение, че населението е доволно от аянина и владиката. Неофит успява да се наложи и при определянето на кандидатите на свиканото от Портата събрание в 1845 година и изпраща двама свои доверени хора - Янко Евстатиев и Георги Попсимеонов. През май 1845 година и свищовската и търновската община изпращат на току-що избрания Мелетий III Константинополски изложения за золумите на Неофит Византийски, в които се застъпват за Бозвели и искат пастири, знаещи български език. Оплакванията срещу владиката зачестяват много. В прошението от Търновската епархия до великия везик пише:
| „ | Вярата наша се обърна на разбойническа търговщина и народът истина от вярата си... [Владиците идват] натоварени до уши с борч, знающе само язикат на парите... Търновската епархия аман е викната от Митрополита Търновски Неофита. Той не е оставил средство безаконно да употреби само да съблеча сиромасите... Не щем го вече за архиереа таквази фисатчия. | “ |

През пролетта на 1846 година султан Абдул Меджид I прави обиколка из България. Българските лидери подготвят почвата предварително. Андрей Робовски отива в Свищов, Стара Загора и Казанлък и заръчва на местните български водачи да се оплачат пред владетеля от търновския митрополит и да искат да се освободят Бозвели и Иларион Стоянович. При Дебелец Робовски посреща султанския двор и връчва две жалби – негова лична и на свищовци. Когато султанът е в Търново, от всички краища на епархията се събират хора, за да протестират срещу владиката. На 1 юни в столицата са изпратени пет души, които да искат владика българин, като едновременно с това се подготвят и махзари из епархията.
През юни или в края на юли 1846 година Неофит е отзован и заместен от Атанасий Серски, който обаче се сблъсква както с българската, така и с провладишката партия в Търново, която иска връщане на Неофит. Георги Попсимеонов поддържа връзки с Неофит и уговаря условията за връщането му. Неофит обещава, че ако се върне ще намали владичината, която му се полага, и моли Попсимеонов да съобщи това на селските първенци, които да направят постъпки за връщането му. По съвет на Стефан Богориди Попсимеонов изпраща в Цариград няколко души да преговарят с Патриаршията за връщане на Неофит и да злепоставят Атанасий. От Елена на тази мисия заминава Хаджи Стефан, от Габрово Колчо Пенчов, а от Трявна Цаню Райков. Митрополит Атанасий неочаквано се удавя на 24 август 1848 година, и Патриаршията връща на престола в Търново Неофит. Антивладишката партия обаче веднага предприема постъпки срещу върналия се Неофит и Попсимеонов изпраща в 1849 година и в следващите години хора в столицата да защитават каузата му. При освещаването на новата църква „Свети Георги“ в Трявна в 1852 година, настроението срещу владиката е така силно, че той не посмява да отиде в града.
За да запази трона си, Неофит се принуждава да направи някои отстъпки на българите и в 1852 година назначава за свои хорепископи във Врачанската и Ловчанската епархия българите Доротей и Иларион, а в 1855 г. за свой протосингел взема Иларион Стоянович.
Движението срещу Неофит в Търново е оглавено от хаджи Минчо Цачов, държавен ковчежник и откупвач на беглика и десятъка в Търновско. Той действа с врачанските първенци Тодораки и Александър Хаджитошеви. В края на 1853 година за Цариград заминава хаджи Николи Минчоолу, за да действа за изгонването на Неофит. След него пристига и провладишка делегация хаджи Михаил Хаджистоянов, Иванчо Пенчов от Габрово, Въльо Хаджиатанасов от Лясковец и хаджи Стефан ХаджиТеодоров от Беброво, които носят прошения в полза на митрополита, като в действията си се ръководят от Стефан Богориди и Дионисий Никомидийски.
В Търново Неофит успява да използва разпрата между българските първенци, заради събирането на десятъка по време на Кримската война. Пред анкетьорите, които разследвали обвинените в злоупотреби бегликчии, Неофит успява да наклевети много от противниците си. Митрополит Неофит през 1856 година предава на властите намерението на Капитан дядо Никола да вдигне бунт и затова е награден. През 1856 година българска делегация в Цариград, в която влизат Славейков, дядо Пеню от Дряново, Никола Евтимов от Габрово, Аврам чорбаджи от Беброво, Георги Кабакчиев и Николи Минчоолу от Търново, успява да издейства изпращането на анкетьори в епархията, които да разследват дейността на Неофит. През март 1857 година Неофит е отзован в Цариград.

### Солунски митрополит
На 26 януари 1858 година Неофит е преместен в Солун, за да замени станалия александрийски патриарх Калиник. Като солунски митрополит Неофит в 1861 година се опитва да спре дейността по разширяване на българското просветно дело на подчинения му епископ Партений Поленински. Вика го в Солун, поставя го под домашен арест и епархийски духовен съд му отправя 22 обвинения. С помощта на руския посланик Алексей Лобанов-Ростовски Партений е оправдан и в 1863 година се връща в епархията си.
Преди схизмата Неофит разрешава на отците от Зограф Аверкий и по-късно Христодул да служат на славянски. Остава митрополит в Солун до 9 януари 1874 година.
Живее първо във Фенер, а после в Халкидон (Кадъкьой на азиатския бряг на Истанбул), където умира на 6 декември 1880 година.